# Hirotaka Mita
Hirotaka Mita (三田 啓貴 Mita Hirotaka?), född 14 september 1990 i Tokyo prefektur, är en japansk fotbollsspelare.
Mita började sin karriär 2012 i FC Tokyo. Han spelade 60 ligamatcher för klubben. Efter FC Tokyo spelade han för Vegalta Sendai och Vissel Kobe. Han gick tillbaka till FC Tokyo 2019.